# 严重精神障碍
在《中华人民共和国精神卫生法》中，严重精神障碍是指“疾病症状严重，导致患者社会适应等功能严重损害、对自身健康状况或者客观现实不能完整认识，或者不能处理自身事务的精神障碍”。在国家卫生健康委员会发布的《严重精神障碍管理治疗工作规范》中，主要包括6种精神障碍：精神分裂症、分裂情感性障碍、偏执性精神病、双相（情感）障碍、癫痫所致精神障碍、精神发育迟滞伴发精神障碍。（若符合《精神卫生法》第三十条中“已经发生危害他人安全的行为，或者有危害他人安全的危险”的情形，并经诊断、评估为严重精神障碍，则不限于上述六种疾病。）其中前三种障碍均属精神病性障碍，双相障碍则属于心境障碍，精神发育迟滞即《国际疾病分类》中的“智力发育障碍”。严重精神障碍通常病程较长，病情易反复，且很多患者会因疾病而自伤或伤害他人，常成为社区管理的重点人群。2017年底，中国大陆登记在册的严重精神障碍患者人数有581万（约为总人口的千分之四）；疾病因素和社会歧视常导致这些人群照顾负担较重，因病致残致贫等问题突出。